# Зонін Герман Семенович
Ге́рман Семе́нович Зонін (9 вересня 1926, Казань, РРФСР, СРСР — 26 листопада 2021, Санкт-Петербург, Росія) — російський та український радянський футболіст і тренер. Майстер спорту СРСР (1961), заслужений тренер УРСР (1962), РРФСР (1987) та СРСР (1992), кандидат педагогічних наук (1975), почесний громадянин міста Луганська (2006).

## Життєпис
Герман Зонін народився 9 вересня 1926 року в місті Казані.
Кар'єру футболіста починав у команді «Динамо» (Казань) на позиції центрального нападника. Згодом виступав як захисник за ленінградські «Динамо» та «Трудові резерви».
По завершенні ігрової кар'єри з 1956 року працює тренером у футбольній школі при Центральній раді товариства «Трудові резерви», паралельно навчаючись у Ленінградському інституті фізичної культури імені Лесгафта.
1959 року Зонін очолив ленінградську команду «Трудові резерви», з якою зайняв друге місце в класі «Б». Згодом, разом з воронезьким «Трудом», стає чемпіоном класу «Б» та РРФСР.
1962 року Зонін очолив луганські «Трудові резерви». Завдяки тренеру команда стала чемпіоном УРСР та вийшла до класу «А» чемпіонату СРСР.
Упродовж 1965—1968 років Зонін працював головним тренером збірної Бірми з футболу, яка 1966 року виграла Азійські ігри.
У вересні 1969 року знову стає головним тренером луганської «Зорі». Під його керівництвом «Зоря» стає п'ятою в 1970, четвертою в 1971, а 1972 року виграє чемпіонат СРСР.

## Досягнення
- Переможець Азійських ігор: 1966

## Нагороди та звання
- Заслужений тренер СРСР (1992)
- Заслужений тренер УРСР (1962)
- Заслужений тренер РРФСР (1987)
- почесний громадянин міста Луганська (2006)